# Tecolutla
Tecolutla é um município do México do estado de Veracruz, localizado na região do Totonacapan, no norte do estado. Atualmente sua população é de 24.258 habitantes de acordo ao censo inegi 2005, em sua maioria dedicados a atividades turísticas e de serviços.